# Manuae (Islas Cook)
Manuae es un atolón inhabitado del grupo meridional de las Islas Cook. Se encuentra a 100 kilómetros al sureste de Aitutaki. Se compone de dos islotes, Manuae y Te Au O Tu con un área total de 6 kilómetros cuadrados. Están en lugares contrapuestos en los bordes de la laguna interior, cuya extensión es de 7 kilómetros de largo por 4 de ancho. La mayor altitud es 5 metros sobre el nivel del mar. El atolón de Manuae se encuentra sobre el pico de un volcán submarino que se eleva 4000 metros sobre la plataforma marina. 
Las Islas forman un parque marino y es un importante punto de cría de aves marinas y tortugas. Las aguas ribereñas son ricas en vida marina y una buena zona pesquera. Diferentes agencias turísticas ofrecen visitas a las islas. 
El británico James Cook fue el primer europeo en descubrir las islas en septiembre de 1773. De hecho, Maunae fue la primera isla que se descubrió del archipiélago de las Islas Cook. El primer nombre que recibieron de su descubridor fue Isla Sandwich, pero pronto se cambió a isla Hervey. Nombre que poco a poco pasó a usarse con el genetivo sajón (Hervey's). De hecho, este nombre fue usado para llamar al grupo meridional de las Islas Cook hasta que los rusos lo volvieron a denominar con el nombre de su descubridor. 
El noruego Erlend Loe en su obra "L" relata con humor una expedición a Manuae en 1999.